# Actief luisteren
Actief luisteren is een term uit de klinische psychologie, later toegepast op de communicatiewetenschap. Bij het actief luisteren gaat de luisteraar expliciet na of hij de boodschap (inhoud én gevoel) van de spreker begrepen heeft. Het doel van actief luisteren is wederzijds contact te verbeteren. Vooral het gevoel echt begrepen te worden, zonder meteen beoordeeld te worden is belangrijk. De Amerikaanse psycholoog Carl Rogers heeft het actief luisteren voor het eerst als techniek beschreven als onderdeel van de cliëntgerichte psychotherapie.
Actief luisteren is een gestructureerde manier van luisteren en reageren en legt de aandacht op de spreker. Hierbij is het belangrijk het eigen referentiekader en de daarbij behorende oordelen uit te schakelen en het gedrag en de lichaamstaal te observeren. Na het gezegde kan de luisteraar de woorden van de spreker parafraseren, maar ook eenvoudigweg noemen wat gezegd is. De luisteraar hoeft het niet eens te zijn met de spreker. In emotioneel geladen communicatie kan de actieve luisteraar zich richten op de gevoelens, door bijvoorbeeld de onderliggende emotie te beschrijven (je lijkt kwaad van binnen of je lijkt gefrustreerd te zijn) en blijft bijvoorbeeld een letterlijke herhaling of parafrase achterwege.
Mensen in een conflict spreken elkaar vaak tegen, waarbij de geldigheid van de stellingname van de ander ontkend wordt. Hierdoor raakt iemand in het defensief en valt bijvoorbeeld fel uit of trekt zich terug. Andersom, kan iemand vernemen dat de andere het gedeeltelijk begrijpt en kan er een sfeer ontstaan, waarin de mogelijkheid van samenwerking en het oplossen van het conflict vergroot wordt.
Actief luisteren wordt in verschillende situaties gebruikt, zoals bij personeelsgesprekken, counseling, in interviews, maar ook in allerlei andere settings waar begrip opgebouwd moet worden. Voordelen van actief luisteren zijn dat mensen meer voor andere meningen openstaan, misverstanden uit de weg gaan, conflicten oplossen en vertrouwen opbouwen.
Actief luisteren is een van de belangrijkste onderdelen geworden in de opvoedings- en communicatiemethode van de Amerikaans klinisch psycholoog Dr. Thomas Gordon (leerling, later collega van Carl Rogers), die hij vanaf 1962 ontwikkelde.